# 8980 Heliaca
A 8980 Heliaca (ideiglenes jelöléssel 4190 T-3) a Naprendszer kisbolygóövében található aszteroida. Cornelis Johannes van Houten, Ingrid van Houten-Groeneveld és Tom Gehrels fedezte fel 1977. október 16-án.